# 鲍里斯·普戈
鲍里斯·卡尔洛维奇·普戈（俄语：Борис Карлович Пуго；1937年2月19日—1991年8月22日），蘇聯拉脫維亞裔党和国家领导人。曾拉脱维亚克格勃主席，拉脱维亚共产党中央第一书记，苏共中央监察委员会主席，苏联内务部长等职务。1991年参与八一九政变，是国家紧急状态委员会的一员。八一九政变失败后，普戈在枪杀了妻子后自杀。

## 生平
- 1937年2月19日出生于苏联加里宁市（特维尔）的一个拉脱维亚裔革命军人家庭。父亲卡尔·普戈是拉脱维亚步枪兵，曾参与过十月革命和苏俄内战。1930年代曾在莫斯科的内务人民委员会工作。40年代任拉脱维亚共产党（布）里加市委第一书记。
- 1955年-1958年，拉脱维亚国立大学学习。
- 1958年-1960年，里加理工学院学习，获机械工程师资格。
- 1960年，里加电机厂设计室工程师。
- 1961年1月-10月，共青团里加电机厂团委书记。
- 1961年10月-12月，共青团里加市无产阶级区团委第二书记。
- 1962年-1963年11月，共青团里加市无产阶级区团委第一书记。1963年4月加入苏联共产党。
- 1963年11月-1968年2月，苏共中央青年组织部副部长。
- 1968年2月-1969年4月，拉共里加市委组织部长。
- 1969年4月-1970年6月，拉脱维亚共青团中央第一书记。
- 1970年6月-1974年4月，苏联共青团中央书记处书记。
- 1974年4月-11月，苏共中央巡视员。
- 1974年11月-1975年7月，拉共中央组织部长。
- 1975年7月-1976年10月，拉共里加市委第一书记。
- 1976年10月-1977年5月，克格勃捷尔任斯基学校国家安全机构作战人员培训班学习，获克格勃上校军衔。
- 1977年5月-1980年，拉脱维亚苏维埃社会主义共和国克格勃监察部长。期间，1977年6月-1980年，拉脱维亚苏维埃社会主义共和国克格勃第一副主席。
- 1980年11月-1984年4月，拉脱维亚苏维埃社会主义共和国克格勃主席，少将军衔。
- 1984年4月-1988年10月，拉共中央第一书记。期间，1984年6月-1989年1月，苏军波罗的海军区委员。
- 1988年10月-1991年4月，苏共中央监察委员会主席。
- 1990年12月-1991年8月，苏联内务部长。1991年2月晋升上将军衔。期间，1991年3月-8月，苏联安全委员会成员。
- 1991年8月19日，普戈成为国家紧急状态委员会成员。政变失败后，委员会成员被捕。8月22日，普戈在杀死妻子后自杀，终年54岁。1992年2月葬于莫斯科特罗耶库罗夫公墓。

普戈是苏共25-27大代表，第19次代表会议代表，第27届中央政治局候补委员，第27届中央委员；第11届苏联最高苏维埃民族院代表，苏联人民代表；第7-11届拉脱维亚苏维埃社会主义共和国最高苏维埃代表。

## 荣誉
- 列宁勋章（1987）
- 劳动红旗勋章（1976）
- 红星勋章（1980）
- 荣誉勋章（1971）